# Edward I Farnese
Odoardo (I) Farnese (spolszczane jako Edward (I) Farnese; ur. 28 kwietnia 1612 w Parmie, zm. 11 września 1646 w Piacenzy) – książę Parmy i Piacenzy oraz Castro.
Urodził się jako syn księcia Parmy i Piacenzy oraz Castro Ranuccio I i jego żony księżnej Małgorzaty. Po śmierci ojca 5 marca 1622 wstąpił na tron, ale z powodu małoletności władcy regencję w jego imieniu sprawowali stryj kardynał Odoardo (Edward) Farnese (do swojej śmierci w 1626), a następnie matka księżna Małgorzata Aldobrandini.
11 października 1628 we Florencji poślubił księżniczkę Toskanii Małgorzatę Medycejską. Para miała ośmioro dzieci:
- Katarzynę (1629-1629)
- Ranuccio II (1630-1694), kolejnego księcia Parmy, Piacenzy i Castro
- Aleksandra (1635-1689), przyszłego namiestnika Niderlandów Habsburskich
- Horacego (1636-1656)
- Katarzynę (1637-1684), zakonnicę[3]
- Marię Magdalenę (1638-1693)
- Petro (1639-1677), kardynała
- Ottavio (1641-1641)